# Ulrich Steinhauer
Ulrich Steinhauer (* 13. März 1956 in Behrenshagen; † 4. November 1980 in Schönwalde) war ein Grenzsoldat der DDR. Er wurde von einem flüchtenden Kameraden aus den Grenztruppen erschossen und gilt als Todesopfer an der Berliner Mauer. Sein Grab befindet sich auf dem Friedhof Ribnitz.

## Leben

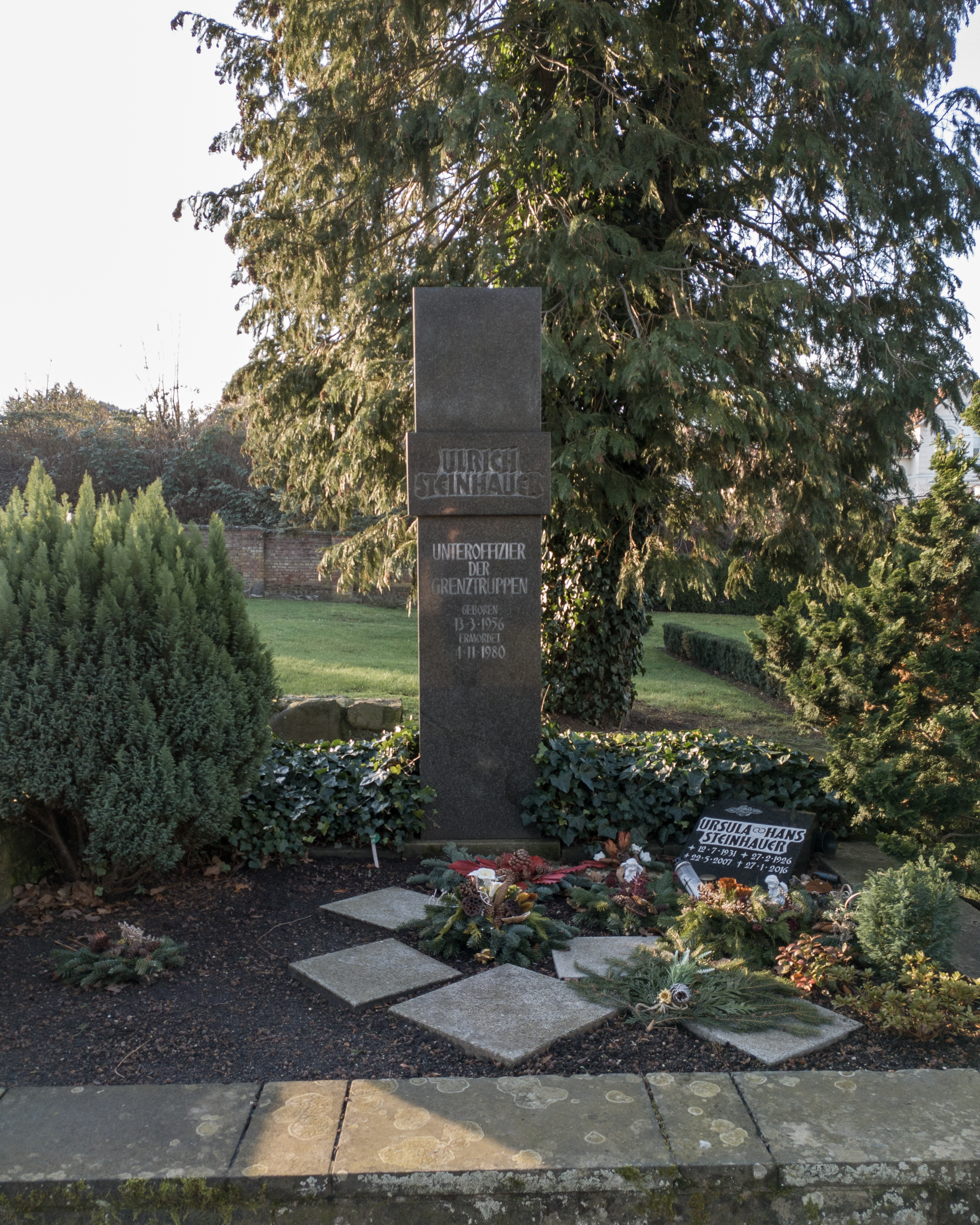
Grab Steinhauers in Ribnitz-Damgarten

Ulrich Steinhauer entstammte einer kinderreichen Arbeiterfamilie aus Behrenshagen im Kreis Ribnitz-Damgarten. Nach dem Besuch der Grundschule in Behrenshagen und der Oberschule in Damgarten erlernte er den Beruf eines Zimmerers. Nach Abschluss der Lehre 1973 arbeitete Ulrich Steinhauer als Facharbeiter in der Zwischenbetrieblichen Einrichtung (ZBE) Landbau in Damgarten. Zum achtzehnmonatigen Wehrdienst wurde er im November 1979 in das Grenzausbildungsregiment 40 in Oranienburg einberufen. Ab Mai 1980 wurde er im Grenzregiment 34 in Groß Glienicke eingesetzt. Aus Briefen an seine Familienangehörigen und Dokumenten des Ministeriums für Staatssicherheit ist bekannt, dass Ulrich Steinhauer das Ende des Wehrdienstes herbeisehnte und Vorgesetzten bei den Grenztruppen erklärte, dass er nur im äußersten Notfall bereit wäre, von der Schusswaffe Gebrauch zu machen.
Nach seiner Beförderung zum Gefreiten wurde Ulrich Steinhauer am 4. November 1980 an der Grenze zwischen Schönwalde im Kreis Nauen und dem West-Berliner Bezirk Spandau zusammen mit dem Grenzsoldaten Egon Bunge als Fahrradstreife eingeteilt. Steinhauer war der Postenführer. Der 19-jährige Bunge hatte seit längerem Fluchtabsichten. Die Grenzstreifen wurden bei jedem Dienst zu neuen Paaren zusammengestellt, was verhindern sollte, dass sich Grenzer zu einer gemeinsamen Flucht verabreden konnten. Kurz nach 16 Uhr beschloss Bunge, sein Fluchtvorhaben in die Tat umzusetzen. Unbemerkt von seinem Postenführer Steinhauer zog Bunge einen Stecker und schaltete damit das akustische Grenzmeldenetz aus. Dann zog er seine Dienstwaffe und lud sie durch. Egon Bunge schoss aus einer Entfernung von ungefähr 26 Metern fünf Mal auf Ulrich Steinhauer, ein Schuss in den Rücken war tödlich. Auf der folgenden Flucht in den Westen ließ Bunge seine Dienstwaffe zurück.
In West-Berlin stellte sich Bunge den Behörden und wurde noch am gleichen Tag in Untersuchungshaft genommen. Im Herbst 1981 wurde er unter Anwendung des Jugendstrafrechts zu sechs Jahren Haft verurteilt, die Strafe wurde später auf vier Jahre und neun Monate zur Bewährung reduziert. Tatsächlich verbüßte Bunge lediglich 20 Monate in Haft. Bei den Angehörigen Steinhauers stieß das Strafmaß auf Empörung. Die Regierung der DDR stellte nach der Flucht ein Auslieferungsgesuch bei der Bundesrepublik, das abgelehnt wurde. Ihrerseits stellte die Staatsanwaltschaft von West-Berlin ein Rechtshilfeersuchen an die DDR-Regierung.

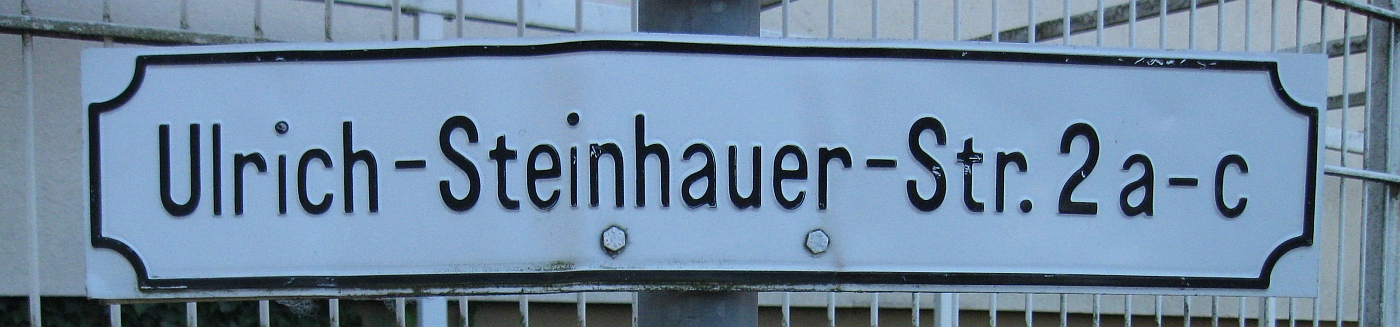
Schild an der Ulrich-Steinhauer-Straße im Potsdamer Ortsteil Groß Glienicke

Der Tod Ulrich Steinhauers wurde in der DDR trotz dessen reservierter Haltung gegenüber dem Grenzdienst und gegen den Willen der Angehörigen für ideologische Zwecke instrumentalisiert. Postum wurde Steinhauer zum Unteroffizier befördert und mit Auszeichnungen bedacht. Zwei polytechnische Oberschulen, eine in Ribnitz, die andere in Schönwalde, wurden in der DDR nach Ulrich Steinhauer benannt. Im Potsdamer Ortsteil Groß Glienicke erinnert noch heute (Stand September 2024) eine Ulrich-Steinhauer-Straße an den Getöteten. Da Steinhauer zum Zeitpunkt seines Todes den Dienst in den Grenztruppen der DDR leistete, war die angemessene Form des Gedenkens an ihn – wie auch an die anderen im Dienst getöteten Grenzsoldaten – Gegenstand von Kontroversen. In Schönwalde-Glien wurde zum 50. Jahrestag des Mauerbaus 2011 das Andenken Ulrich Steinhauers und des im Bereich der Steinernen Brücke 1977 erschossenen Flüchtlings Dietmar Schwietzer gemeinsam gewürdigt.
Der Tod Ulrich Steinhauers und die nachfolgenden Ereignisse wurden in einem Dokumentarfilm von Dirk Simon thematisiert (Mitteldeutscher Rundfunk, 2004: Der Fall B. und die Rachepläne der Stasi), eine englischsprachige Langfassung der Dokumentation erschien unter dem Titel Between the Lines.